# Darevskia armeniaca
Espèce
Synonymes
- Lacerta armeniaca Mehelÿ, 1909

Statut de conservation UICN

 LC  : Préoccupation mineure
Darevskia armeniaca est une espèce de sauriens de la famille des Lacertidae.

## Répartition
Cette espèce se rencontre en Arménie, en Géorgie, en Azerbaïdjan et dans le nord-est de la Turquie. Elle a été introduite en Ukraine.

## Description

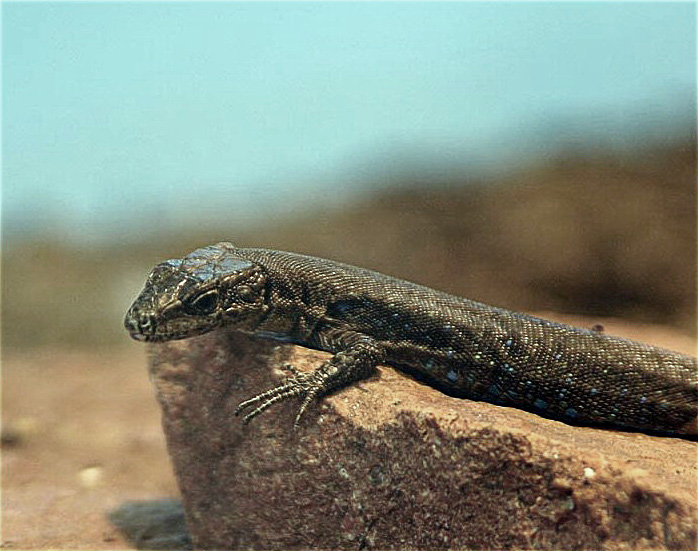
Darevskia armeniaca

Cette espèce est parténogenique. Elle est le résultat de l'hybridation inter-spécifique entre les espèces bisexuelles Darevskia valentini et Darevskia mixta selon Darevsky et Murphy, Fu, MacCulloch, Darevsky et Kupriyanova.

## Étymologie
Cette espèce est nommée en référence au lieu de sa découverte, l'Arménie.

## Publication originale
- Méhely, 1909 : Materialien zu einer Systematik und Phylogenie der muralis-ähnlichen Lacerten. Annales historico-naturales Musei nationalis Hungarici, Budapest, vol. 7, n. 2, p. 409-621 (texte intégral).